# Saint-Didier-de-Bizonnes
Saint-Didier-de-Bizonnes è un comune francese di 276 abitanti situato nel dipartimento dell'Isère della regione dell'Alvernia-Rodano-Alpi.

## Società

### Evoluzione demografica
Abitanti censiti